# 斯基瑪薩龍屬
斯基瑪薩龍屬是堅尾龍類恐龍的一屬，生存於白堊紀中期的北非。目前的資料所知甚少，但可以確定的牠像其他獸腳亞目，是雙足的肉食性恐龍。
斯基瑪薩龍的化石是發現於摩洛哥的塔菲拉勒特綠洲，接近斯基瑪薩古城的位置，屬名是以發現地為名。在1996年，加拿大古生物學家戴爾·羅素（Dale Russell）命名了斯基瑪薩龍。唯一的物種被命名為短頸斯基瑪薩龍（S. brevicollis），種小名的意思是「短頸」，因為牠的頸椎很短。羅素也將另一個標本敘述為第二種，但因化石不完整而沒有被命名。
斯基瑪薩龍的化石發現於卡瑪卡瑪地層（Kem Kem Beds），可以追溯至上白堊紀最早的森諾曼階，約為1億至9,400萬年前。

## 有效性的爭議
短頸斯基瑪薩龍的正模標本是單一節頸椎，戴爾·羅素將發現於同一地層的另外15節脊椎加入此物種中。其他在埃及發現的化石材料，被稱為「棘龍B」。羅素認為此埃及標本是屬於斯基瑪薩龍或牠的近親，並建立斯基瑪薩龍科來包含牠們。斯基瑪薩龍的頸椎寬度比前後長度為大。斯基瑪薩龍在獸腳亞目中的演化、分類位置不明，但被認為是屬於堅尾龍類的。
一些科學家不認為斯基瑪薩龍是有效屬。在1996年，保羅·塞里諾（Paul Sereno）等人從摩洛哥的一個頭顱骨（SGM-Din-1）及一節頸椎（SGM-Din-3），歸類於鯊齒龍。鯊齒龍的頸椎很像「棘龍B」的頸椎，所以塞里諾認為「棘龍B」是鯊齒龍的異名，塞里諾在後來的研究提出斯基瑪薩龍是鯊齒龍的同物次異名。
近年有研究指出，編號SGM-Din-3的頸椎、編號SGM-Din-1的頭顱骨不是屬於同一個體，並且顯示與鯊齒龍正模標本的明顯差異。「棘龍B」的其他特徵也與鯊齒龍的有差別，所以認為「棘龍B」及斯基瑪薩龍是一個獨立的屬。

## 古生物學
北非的森諾曼階地層已經發現數種大型的獸腳亞目恐龍（體重多於1噸），所以產生體型較小型恐龍是否能共存的疑問。已知最大的獸腳亞目棘龍與鯊齒龍，化石已在摩洛哥及埃及發現。兩類較小型的獸腳亞目：三角洲奔龍及巴哈利亞龍都分別在摩洛哥及埃及被發現，而且彼此是近親，或可能是同一物種。摩洛哥的斯基瑪薩龍與埃及的「棘龍B」則代表了第四類大型的獵食動物。這種情況就像侏羅紀晚期北美洲的莫里遜組般，有著達五類超過1噸的獸腳亞目，與一些小型的物種。大型獸腳亞目恐龍的頭型及體型差異，使不同的獵食動物佔據者不同的生態位，如同今日的非洲莽原。